# Sukaratu (Sucinaraja)
Sukaratu is een bestuurslaag in het regentschap Garut van de provincie West-Java, Indonesië. Sukaratu telt 2945 inwoners (volkstelling 2010).